# 幻想计划
《幻想计划》是由巡音网络（次元猫游戏制作组）开发，晨之科代理运营的3D动作角色扮演手机游戏。

## 运营历史
2017年6月22日—25日，《幻想计划》举行了国服首次封测。
2017年6月29日，《幻想计划》官方发出新闻稿，宣布《幻想计划》国服二测将于8月底进行。 
2017年7月1日，咕噜咕噜社区（G站）官方宣布举行《幻想计划》G站安卓专属服开启活动。
2017年9月27日，《幻想计划》官方宣布，将于9月28日开启《幻想计划》国服限号删档首测（仅安卓）。
2018年3月26日，《幻想计划》官方宣布，将4月6日开启《幻想计划》国服首次公测（仅IOS）。
2019年7月4日，《幻想计划》官方宣布，将于2019年9月6日停止營運。

## 素材侵权争议
《幻想计划》首测开服后，有玩家发现部分游戏素材使用了东方的人物素材，东方爱好者在TAPTAP论坛发文或评论谴责开发商。开发商巡音网络回复称，将移除这些侵权素材，不会出现在下次测试服游中，然而在公測後玩家還是發現那些東方素材依然並沒有移除再度引發不滿。